# Castello di Tour de Villa
Il castello di Tour de Villa (in francese tour de Ville), a lungo detto anche torre dei Poveri (in francese tour des Pauvres) è un castello privato del comune di Gressan, in Valle d'Aosta.
Sorge su di una modesta roccia granitica sul dolce declivio che ospita anche il borgo, ad ovest della Côte de Gargantua, la morena laterale del ghiacciaio della conca di Pila alla fine dell'impluvio del torrente Gressan.
È un castello di epoca medievale poco noto, anche perché rispetto ad altri castelli valdostani, come il castello di Fénis o quello di Issogne gestiti dalla Regione, questo è meno imponente seppure sia in ottimo stato di conservazione, ed è stato fino al 2011 abitato dai proprietari e non visitabile.
Già visibile dalla strada regionale di Gressan (SR 20), immerso tra i meleti e i vigneti che caratterizzano il fertile territorio comunale, lo si raggiunge prendendo la strada per la frazione omonima; da esso sono facilmente raggiungibili con una breve passeggiata la torre de la Plantaz verso valle e la chiesa di Sainte-Marie-Magdeleine (o chiesa de la Madeleine), dalla facciata affrescata nel 1453, verso est.

## Architettura

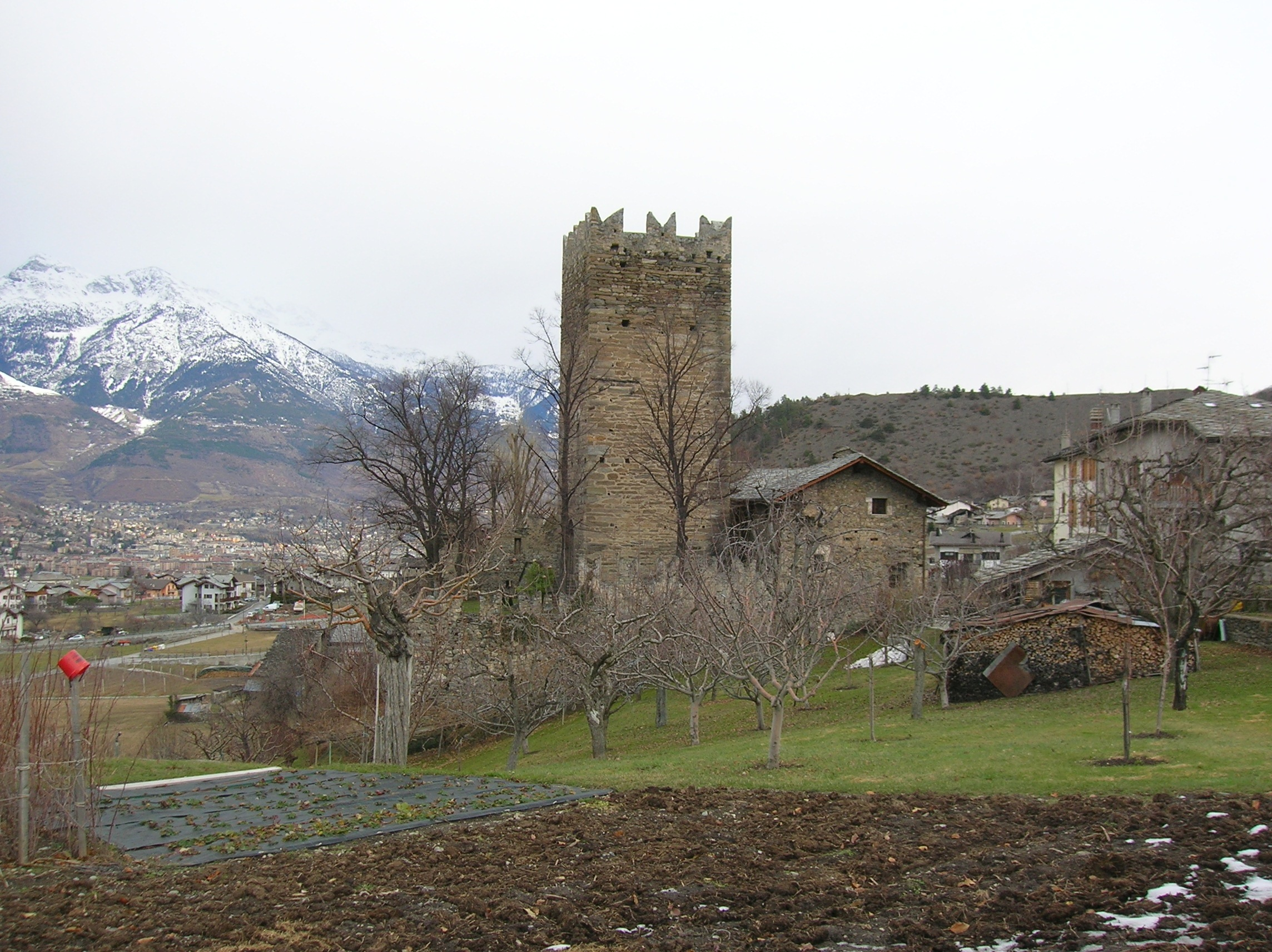
Il retro del castello, lato di nord-ovest.

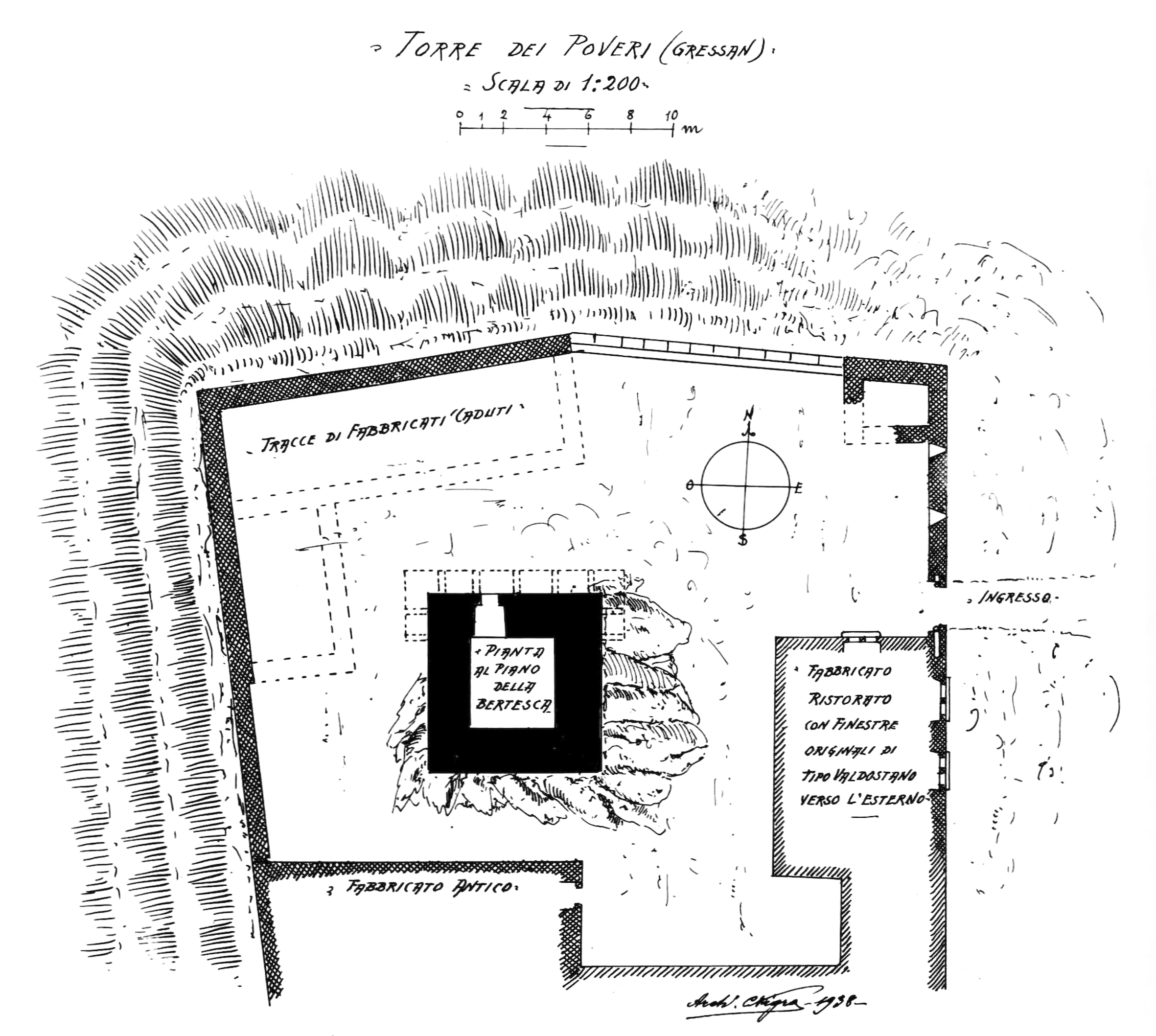
La piantina, rilievo del 1938 di Carlo Nigra.

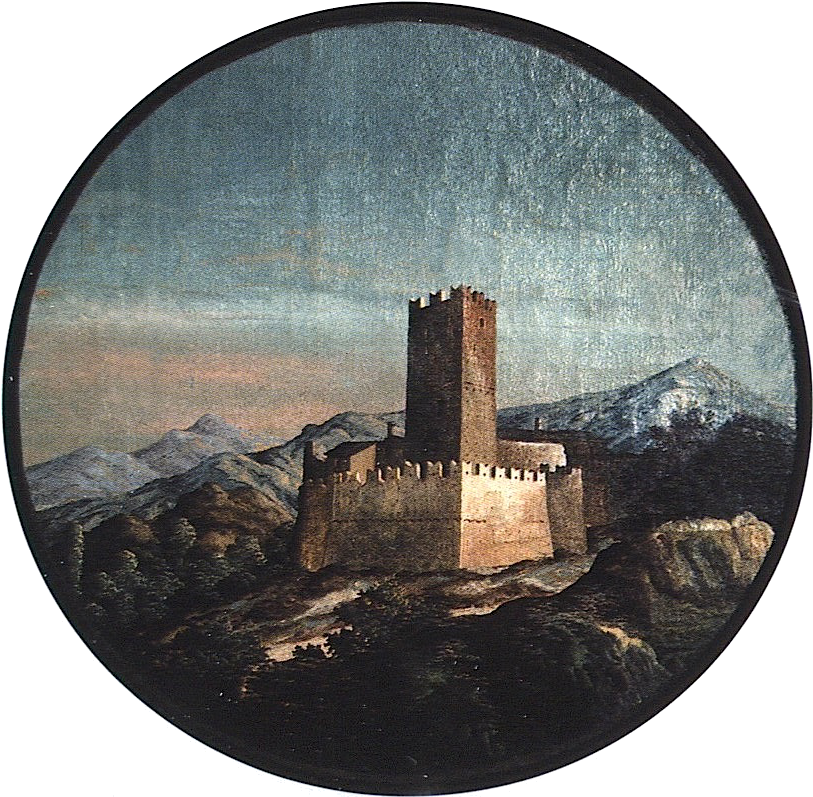
Il castello dopo i restauri nel dipinto di fine Ottocento di un anonimo.

Il castello, in origine costituito della sola torre a base quadrata del XII secolo, venne eretto con blocchi di tufo e conci granitico-scistosi. L'assenza di finestre, a creare una conseguente assenza di luce, era sopperita dall'adozione di feritoie; la porta originaria, rialzata sul lato nord, a cui si accedeva tramite una doppia scala mobile di legno, si trova a 7 metri di altezza rispetto a quella odierna fatta aggiungere da monsignor Duc e presenta lo stesso stile di quella presente nella vicina torre de la Plantaz; sopra la porta si notano ancora le originarie mensole che reggevano il dormiente, ossia la trave orizzontale di legno per la ripartizione del carico della struttura, a cui si appoggiava una bertesca di legno, come si intuisce dai fori nel muro per i supporti. La torre termina quindi con un tetto di piombo a piattaforma, una sorta di belvedere sulla piana.
La torre era circondata da una «breve cinta di mura merlate».
Il castello-torre, una volta caduta la stringente necessità difensiva, fu quindi ampliato con un corpo di fabbrica semicircolare nel XV secolo, adibito a zona residenziale di tre piani e oggi si presenta in due corpi ben distinti l'uno dall'altro: quello del XII e quello del XV secolo.
Il castello della tour de Villa si ridusse a lungo a rudere. Durante l'abbandono si perse la parte nord-occidentale, oggi sostituita da un cortile. Durante un restauro fu rialzato e adornato di una nuova merlatura. In seguito, monsignor Duc, vescovo di Aosta, volle trasformarlo in residenza estiva operando pesanti interventi: fece abbattere parte della cinta muraria per sostituirla con un parapetto merlato e fece aggiungere una porta a livello della strada, mentre conservò due finestre binate, di stile valdostano e fornite di inferriate, al primo piano del corpo di fabbrica che si addossa alla torre.

### Gli interni
All'interno, la torre è composta di tre piani, di cui uno occupato dal granaio in legno accessibile tramite una scala a chiocciola.

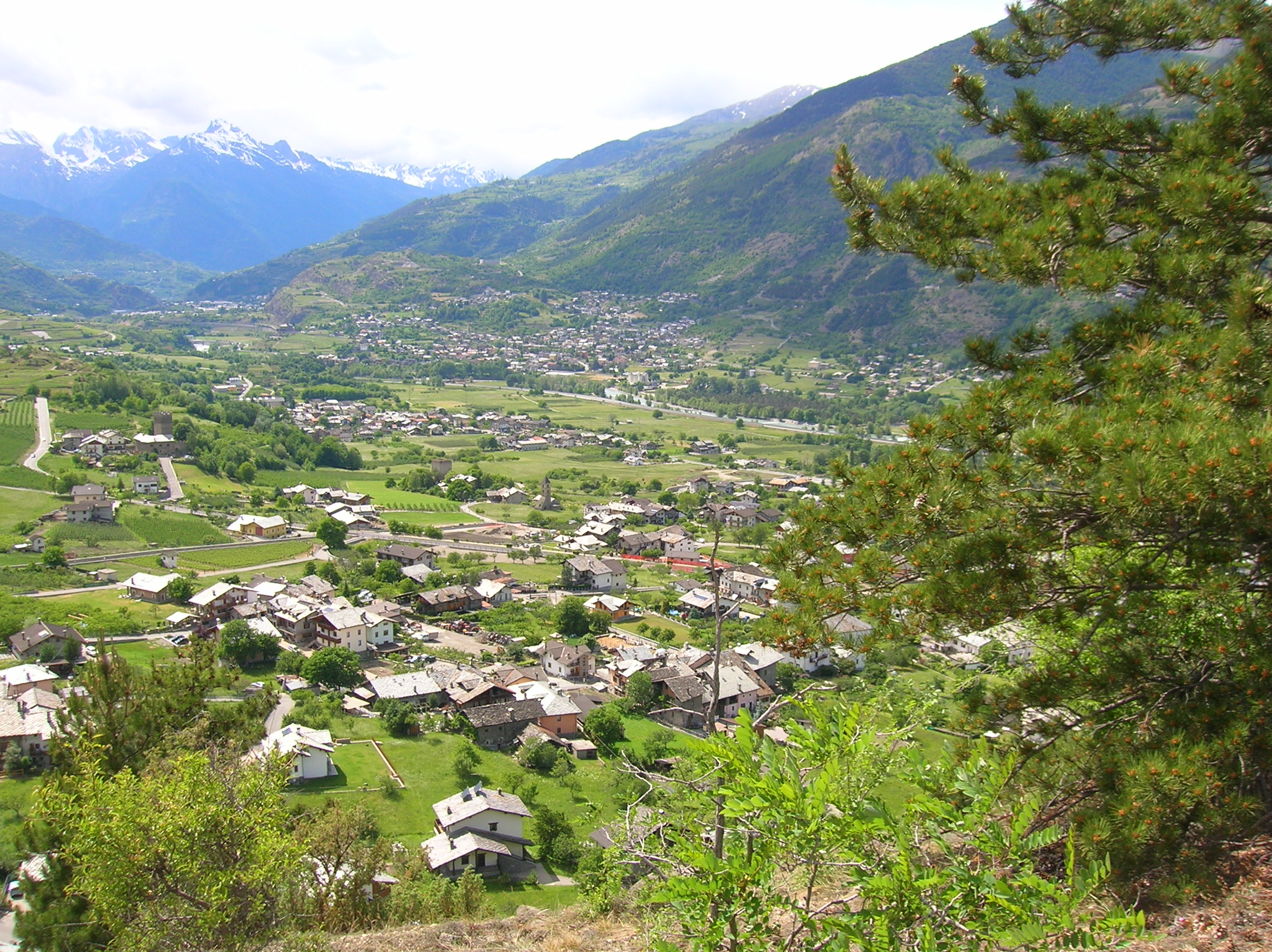
Il castello, la torre de la Plantaz e la chiesa della Madelaine nel borgo sparso di Gressan, visti dalla morena. La Tour de Ville si trova a metà della foto, dalla parte sinistra.

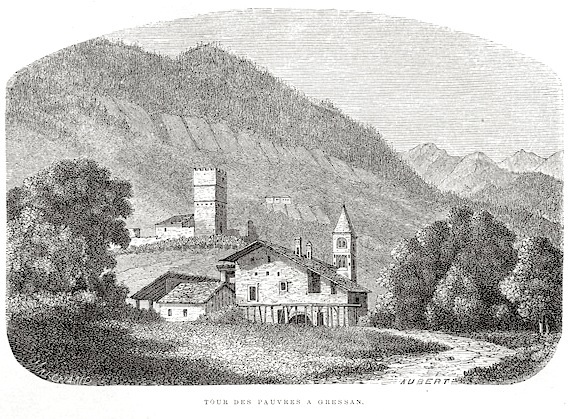
La "tour des Pauvres a Gressan" e la chiesa della Madelaine in una xilografia del 1860 di Édouard Aubert.

Il corpo residenziale rinascimentale, invece, ospita un salone monumentale per i ricevimenti, una cappella affrescata con dipinti dovuti agli Artari, una sala degli stemmi con la rappresentazione in successione degli stemmi dei Savoia e delle famiglie nobiliari valdostane, così come sono visibili anche nel cortile del castello di Issogne.

## Storia
Il castello, secondo François-Gabriel Frutaz, ripreso dallo storico Giuseppe Giacosa, ha preso il nome dai Seigneurs de Villa au Gressan (o de La Tour de Villa) che lo fecero edificare intorno al 1191. Delle 220 famiglie nobili valdostane, i de La Tour de Villa erano tra quelle più antiche: infatti la famiglia dei signori de Villa è una delle 10 di cui si sa per certo che fossero presenti tra il 1000 e il 1200. Sappiamo inoltre che nel XIII secolo tale famiglia ebbe la carica di vice-domini di Aosta.
Della data di edificazione del castello, seppure sia certamente stato costruito intorno al XII secolo, non si può essere sicuri, infatti:
Forse per questo, la tradizione vuole che la signoria di Villa appartenne a tale Gundulfo de La Tour, padre di Anselmo d'Aosta, legato a Gressan anche per la torre omonima.
Secondo la storiografia, i La Tour de Villa lo lasciarono in eredità alla famiglia degli Aymonier e in seguitò passo ai Carrel. Il nome di tour des Pauvres gli deriva dalla proprietà successiva, la parrocchia di Saint Laurent di Aosta, che ne dispose nella cassa dei poveri. Dopo un periodo di degrado, nel 1864 passò a tale Vincent Carlin che nel 1885 lo cedette al vescovo di Aosta Joseph-Auguste Duc, che lo restaurò e lo trasformò nella propria residenza estiva.
Il castello appartenne al vescovado di Aosta e nel 1921 al barone Gerbore della nobile famiglia di Saint-Nicolas.
Dal 1945 è di proprietà della famiglia Arruga di Milano.
Il castello, fino al 2011 privato e non visitabile, è stato trasformato in struttura ricettiva e ospita mostre temporanee; nel 2012 vi ha avuto sede parte degli eventi per la Festa della Cultura del Comune di Gressan.